# 启无薹草
启无薹草（学名：Carex chiwuana）为莎草科薹草属下的一个种。分布在中国大陆的云南西北部等地，生长于海拔3,600米至4,500米的地区，常生长在高山松、杜鹃灌丛中及落叶松林下，目前尚未由人工引种栽培。

## 扩展阅读
- 維基物種上的相關：启无薹草